# Masker (bok)
Masker är en bok skriven av Terry Pratchett. Den handlar om att den unga häxan Agnes Nitt söker efter ett arbete på operan i Ankh-Morpork, men när hon får arbetet börjar hon ana att något är på tok på operan efter att Operavålnaden har mördat ett flertal personer på operan, bland annat, och när Esmeralda och Gytha kommer dit börjar det bli oordning i staden...